# 盐地美澄
盐地美澄（日语：／ Shiochi Misumi ?，1982年10月26日—）是日本女性自由播报员，模特儿。SPACE CRAFT经纪公司所属。

## 经历
北海道札幌市出身。中学就读于札幌北高等学校，曾经入选校园小姐。大学毕业于小樽商科大學。2005年开始担任北海道旅客鐵道的观光大使。2006年进入秋田朝日放送担任播报员。
2014年3月末辞职，同年8月被招入SPACE CRAFT经纪公司，辞职的原因是需要照顾生病危的父亲。2016年出版写真集，开始成为寫真偶像。2017年发行两册写真集。

## 人物
- 身高165cm。三围B89　W64　H88[9]。
- 性格开朗。有懼高症[10]。